# Francis Kynaston
Francis Kynaston (ur. 1587, zm. 1642) – angielski prawnik,  polityk, dworzanin, poeta i tłumacz, członek Izby Gmin w latach 1621-1622.

## Życiorys
Francis Kynaston urodził się w Oteley Park w hrabstwie Shropshire jako najstarszy syn Edwarda Kynastona i jego żony Isabel Bagenall. Ojciec poety pełnił urząd wysokiego szeryfa w hrabstwie w roku 1599. Francis Kynaston ukończył studia na Uniwersytecie w Oksfordzie. Tytuł bakałarza otrzymał w 1604, a magistra w 1611. W tym samym 1611 roku został adwokatem. W 1618 roku król Jakub I Stuart nadał mu tytuł szlachecki. W roku 1621 poeta został wybrany do Parlamentu z okręgu Shropshire. Wcześniej, w roku 1613 Kynaston ożenił się z Margaret Lee. Miał z nią pięcioro dzieci, syna Edwarda i córki Frances, Rachel, Ann i Barbarę.
Francis Kynaston zmarł w roku 1642. Został pochowany w swoim rodzinnym Oteley.

## Twórczość
Francis Kynaston zasłynął jako tłumacz poezji angielskiej i szkockiej na język łaciński. Przełożył on długi poemat Geoffreya Chaucera Troilus i Criseyda, zachowując jego formę wersyfikacyjną, czyli strofę królewską. Przetłumaczył też ważne dzieło wybitnego piętnastowiecznego poety szkockiego, Robert Henrysona Testament Kresseidy. Kynaston pisał też poezje oryginalne, na przykład obszerny poemat Leoline and Sydanis, również ułożony strofą królewską.